# شوكينوف باتيرخان كمالوفيتش
شوكينوف باتيرخان كمالوفيتش (بالكازاخستانية: Батырхан Қамалұлы Шүкенов) (ولد في 18 مايو 1962 في مدينة كيزيلوردا في جمهورية كازاخية الاشتراكية السوفيتية وتوفي في 28 أبريل 2015 في موسكو في روسيا). كان مغنيًا وموسيقيًا وملحنًا وشاعرًا سوفييتيًا من كازاخستان وروسيا. كان عضوا مؤسسًا ومغنيًا رئيسيًا في فرقة موسيقى البوب الكازاخستانية الروسية A-Studio من عام 1987 حتى عام 2000. حيث بدأ مسيرته الفردية بعد مغادرته الفرقة في عام 2000.
في عام 1985، انضم إلى الجيش السوفيتي البري كجزء من الفرقة العسكرية 12 في المقر الرئيسي للمنطقة العسكرية في آسيا الوسطى. في عام 2010، حصل على لقب «عامل الفنون في كازاخستان». كما كان أول سفير للنوايا الحسنة لليونيسف في كازاخستان من 2009 إلى 2015.
توفي شوكينوف عن عمر يناهز 52 عامًا في شقته في موسكو بسبب نوبة قلبية. وتم دفنه في مسقط رأسه في 29 أبريل 2015 في كازاخستان. حضر مراسم وداع شوكينوف مئات الأشخاص. في مدينة ألماتي، تجمع آلاف المعجبين في الساحة أمام القصر وهم يغنون أغانيه.